# William Holland
Pour les articles homonymes, voir Holland.

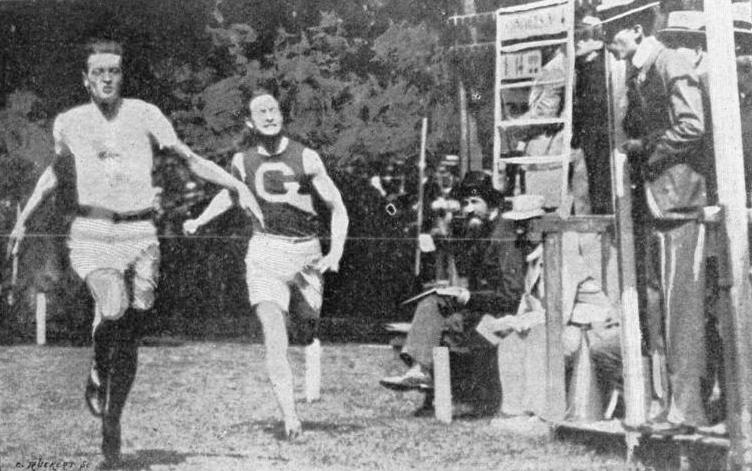
Arrivée du 400 mètres plat des JO 1900, W.L. 'Maxie' Long (G., New-York Athlétics-Club) bat William Holland (Georgetown University).

William Joseph Holland, né le 8 octobre 1874 à Boston et mort le 20 novembre 1930 à Malden, est un athlète américain, vice-champion olympique du 400 m aux Jeux de Paris en 1900.

## Carrière
À 26 ans, cet étudiant de médecine de l’Université de Georgetown remporte la médaille d'argent sur 400 m des Jeux olympiques à Paris. Il est battu de deux dixièmes par son camarade d’entraînement, Maxey Long. Il court aussi la finale du 200 m, terminant au pied du podium et participe au 60 m mais ne passe pas les séries.

## Palmarès
- Jeux olympiques de 1900 à Paris
  -  Médaille d'argent sur 400 m en 49 s 6